# سعید ماسوری
سعید ماسوری (زاده: ۱۳۴۴) یکی از قدیمی‌ترین زندانیان سیاسی است که بیش از ۲۵ سال را بدون مرخصی در زندان‌های مختلف ایران سپری کرده است. وی در سال ۱۳۷۹ به اتهام همکاری با سازمان مجاهدین خلق ایران توسط حکومت ایران دستگیر و به حبس ابد محکوم شد. وی در زندان‌های مختلف از جمله بازداشتگاه اداره اطلاعات اهواز، گوهردشت، اوین و قزلحصار محبوس بوده است. در روزهای ۲۵ و ۲۸ تیر ۱۴۰۴، تلاش‌های مأموران زندان قزلحصار و وزارت اطلاعات برای انتقال سعید به زندان زاهدان با حمله و هجوم به بند زندانیان با اعتراض و مقاومت سعید و دیگر زندانیان سیاسی مواجه شده و انتقال متوقف شده بود. اما صبح شنبه ۴ مرداد ۱۴۰۴ مأموران زندان با یورش به زندانیان سیاسی و ضرب و شتم، آن‌ها را به سلول انفرادی بردند و صبح یکشنبه ۵ مرداد سعید را به‌طور ناگهانی از زندان قزلحصار برای تبعید به زندان زاهدان، خارج کردند. خانواده سعید ماسوری با انتشار بیانیه‌ای نسبت به تبعید این زندانی سیاسی و عدم اطلاع مکان دقیق نگهداری این زندانی سیاسی ابراز نگرانی کردند. ماسوری به دلیل نامه‌نگاری‌های انتقادی و نقش محوری در کارزار «سه‌شنبه‌های نه به اعدام» به چهره‌ای شناخته‌شده در میان زندانیان و فعالان حقوق بشر تبدیل شده است.

## زندگی‌نامه
سعید ماسوری در سال ۱۳۴۴ در خرم‌آباد، استان لرستان، متولد شد. او برای ادامه تحصیل در رشته پزشکی به آلمان و نروژ رفت و در سال ۱۳۷۹، هنگام بازگشت به ایران، در دزفول بازداشت شد. خانواده‌اش تا اردیبهشت ۱۳۸۰ از وضعیت او بی‌اطلاع بودند.

## بازداشت و محاکمه
سعید ماسوری در ۱۹ دی ۱۳۷۹ به اتهام «همکاری با سازمان مجاهدین خلق» در شهر دزفول دستگیر شد. او در دور اول بازداشت به مدت ۱۴ ماه در سلول انفرادی اداره اطلاعات اهواز تحت بازجویی شدید قرار گرفت و سپس به بند ۲۰۹ زندان اوین منتقل شد. در سال ۱۳۸۱، دادگاه انقلاب تهران او را به اعدام محکوم کرد، اما این حکم در سال ۱۳۸۶ به حبس ابد و تبعید به زندان رجایی‌شهر تغییر یافت. او از حقوق اولیه مانند مرخصی، درمان پزشکی و تماس تلفنی محروم است. در مرداد ۱۳۹۶، همراه با دیگر زندانیان سیاسی در اعتراض به نقض حقوق زندانیان به مدت ۴۰ روز دست به اعتصاب غذا زد. سعید ماسوری در زندان‌های مختلف از جمله اداره اطلاعات اهواز، گوهردشت کرج، اوین و قزلحصار بدون حتی یک روز مرخصی محبوس بوده است. وی بارها در اعتراض به اقدامات غیرقانونی مقامات زندان، از جمله محرومیت از درمان پزشکی با وجود آسیب‌های جسمانی، دست به اعتصاب غذا زده است. ماسوری در سال ۱۴۰۲ از زندان گوهردشت به اوین و سپس به قزلحصار تبعید شد. وضعیت او و فشارهای امنیتی در قزلحصار طی سال ۱۴۰۴ و انتقال وی به مکانی نامعلوم نگرانی‌هایی دربارهٔ نقض حقوق زندانیان سیاسی ایجاد کرده است.

## نامه‌ها و فعالیت‌ها علیه اعدام
سعید ماسوری در طول دوران حبس، از طریق نامه‌های سرگشاده و اعتصاب غذا به شرایط غیرانسانی زندان‌ها و نقض حقوق بشر اعتراض کرده است. در سال ۱۳۹۲، پس از محکوم کردن حمله به قرارگاه اشرف، توسط بازجوی وزارت اطلاعات تهدید به مرگ شد. ماسوری در آذر ماه ۱۴۰۳ در نامه ای که در زندان قزلحصار به مناسبت ۱۶ آذر، روز دانشجو نوشته است از دانشجویان، استادها و معلمان خواسته که به عنوان پیشتازان حمایت از برچیدن حکم اعدام و کارزار «نه به اعدام» باشند.
سعید ماسوری در دی ۱۴۰۳ طی نامه‌ای سرگشاده با شرح شکنجه‌های وارد بر خود، نوشت: «اگر زمانی هر چند هفته و ماه با اعدام مواجه بودیم اکنون به صورت متوسط هر چهار ساعت یک اعدام را شاهدیم.» … «تنها طی همین ایام کریسمس قریب به ۲۵ بی گناه را اعدام کردند یعنی تقریباً معادل هر دو و نیم ساعت یک اعدام است.» وی همچنین از دبیرکل سازمان ملل، رئیس کمیسیون اروپا و رئیس پارلمان اروپا «مصرانه» خواست تا به جز اظهار نگرانی یا محکوم کردن اعدامها، برای ممانعت اعدام‌ها توسط جمهوری اسلامی، دست به اقدامات جدی‌تری بزنند، شمار اعدام‌ها را تنها اعداد تصور نکنند و برای مقید کردن این «حکومت اعدام» به موازین انسانی و حقوق بشری، مراودات دیپلماتیک و سیاسی با آن را به متوقف کردن این ماشین کشتار منوط کنند.
ماسوری در خردادماه ۱۴۰۴ در نامه ای از زندان قزلحصار از روند صدور و اجرای احکام اعدام در ایران، به ویژه در مورد متهمان سیاسی، انتقاد کرد که به‌دنبال آن مأموران وزارت اطلاعات ماسوری را در خصوص نامه‌هایی که دربارهٔ افزایش اعدام‌ها نوشته بود، زیر بازجویی بردند.
روزنامه سان لندن در گزارشی نوشت: یکی از زندانیان با سابقه ایران، سعید ماسوری، فردی که ۲۵ سال را پشت میله‌های زندان گذرانده است، در یک نامه دلخراش که از پشت میله‌های زندان بدنام قزل‌حصار در ایران به سازمان ملل نوشته است، فاش کرد که چگونه نرخ اعدام در ماه گذشته به‌شدت افزایش یافته است. وی از روند پنهانی اعدام‌ها سخن گفته است. وی نوشت: «اغلب گفته می‌شود که هر عمل مجرمانه با تدارکات جنایتکارانه همراه است که در زیر سطح پنهان شده است. به عنوان مثال، وقتی اعدامی انجام می‌شود، اقدامات غیرانسانی و ناقض حقوق بشر که قبل از آن انجام شده است، از دید پنهان می‌ماند. مراحل رسمی مانند پیگرد قانونی، کیفرخواست و محاکمه صرفاً ظاهرسازی است. هر جزئیاتی، از الف تا ی، توسط این سازمان‌های امنیتی طراحی می‌شود. … متهمان با یک پرونده ساختگی به دادگاه کشانده می‌شوند تا پوششی از یک روند عادلانه و قانونی ایجاد کنند… هیچ گونه استدلال منطقی یا مدرک معتبری در پرونده‌ها وجود ندارد، فرصتی برای دفاع وجود ندارد (در حالی که، محاکمات به ندرت بیش از ۱۰ دقیقه طول می‌کشند) و وکلا به مواد پرونده دسترسی ندارند. احکام از قبل تعیین شده‌اند و تنها اعلام می‌شوند… ماسوری گفت که این امر در مورد پرونده‌های مهدی حسنی و بهروز احسانی، که هر دو با اعدام قریب‌الوقوع روبرو هستند، صدق می‌کند…»

## اعتصاب غذا
او در طول دوران زندان چندین بار اعتصاب غذا کرده است. در مرداد ۱۳۹۶، همراه با دیگر زندانیان سیاسی در اعتراض به نقض حقوق زندانیان به مدت ۴۰ روز دست به اعتصاب غذا زد. به‌دنبال این اعتصاب سازمان عفو بین‌الملل در بیانیه خود اعلام کرد که شرایط زندانیان سیاسی زندان رجایی شهر کرج به قدری بد است که زندانیان برای ساده‌ترین حقوق انسانی خود ناچار به اعتصاب غذا شده‌اند. این زندانیان به انتقال زندانیان سیاسی زندان به یک بند امنیتی خاص معترض هستند.

## سه‌شنبه‌های نه به اعدام
ماسوری از چهره‌های کلیدی کارزار «سه‌شنبه‌های نه به اعدام» است که از بهمن ۱۴۰۲ با اعتصاب غذای هفتگی زندانیان سیاسی در اعتراض به مجازات اعدام آغاز شد. این کارزار، که به بیش از ۴۸ زندان گسترش یافته، با حمایت ۳۰۰ شخصیت بین‌المللی، از جمله وکلا، قضات و فعالان حقوق بشر، به نمادی از مقاومت زندانیان علیه اعدام تبدیل شده است. به گزارش رسانه‌ها فشارها به اعضای کارزار «سه شنبه‌های نه به اعدام» افزایش یافته و سعید ماسوری در یک ماه اخیر دو بار به دفتر رئیس بند فرا خوانده شده و دو مأمور وزارت اطلاعات به صراحت او و خانواده اش را تهدید کرده بودند.

## انتقال و تبعید
در ۲۵ تیر ۱۴۰۴، به‌دنبال هجوم مأموران زندان و وزات اطلاعات به بند زندانیان سیاسی زندان قزلحصار کرج برای انتقال سعید ماسوری از این زندان به مکانی نامعلوم با مقاومت هم‌بندی‌هایش متوقف شد. بار دیگر در روز شنبه ۲۸ تیر ۱۴۰۴ مسئولان زندان تلاش کردند سعید ماسوری را از زندان قزلحصار کرج خارج و به زندان زاهدان تبعید کنند که با اعتراض سعید ماسوری و زندانیان سیاسی مواجه شد. اما صبح شنبه ۴ مرداد ۱۴۰۴ مأموران زندان و وزارت اطلاعات با یورش به زندانیان سیاسی و ضرب و شتم، زدن دستبند و کشیدن کیسه بر سر، آنها را به سلول انفرادی بردند و صبح یکشنبه ۵ مرداد سعید را به‌طور ناگهانی و بدون اطلاع وکیل و خانواده‌اش برای انتقال به زندان زاهدان او را خارج کردند. این اقدامات مأموران زندان همزمان با اعدام دو زندانی سیاسی از سازمان مجاهدین خلق ایران، بهروز احسانی و مهدی حسنی به اجرا درآمد. این در حالی است که پس از انتقال از زندان قزلحصار کرج خانواده وی ضمن اظهار نگرانی خواستار مداخله فوری نهادهای بین‌المللی شدند.

## واکنش‌ها
خانواده سعید ماسوری، با انتشار بیانیه‌ای تبعید او از زندان قزلحصار کرج به زندان زاهدان را ادامه روند آزار سیستماتیک علیه وی دانسته و این اقدام را تهدیدی جدی برای سلامت و امنیت او ارزیابی کردند. آنان خواستار مداخله فوری نهادهای بین‌المللی شدند.
به‌دنبال بی‌خبری از محل نگهداری سعید ماسوری خانواده وی در ۷ مرداد۱۴۰۴ با انتشار بیانیه‌ای نسبت به انتقال اجباری از زندان قزل‌حصار به زاهدان، و وضعیت کاملاً نامعلوم وی ابراز نگرانی کردند. آن‌ها خطاب به مای ساتو، گزارشگر ویژه سازمان ملل در امور حقوق بشر ایران، هشدار داده و نوشتند: «ما به‌شدت نگران سلامت و جان آقای ماسوری هستیم. قطع کامل ارتباط با ایشان و مخفی‌نگه‌داشتن محل نگهداری‌شان به‌صورت عامدانه و بدون اطلاع‌رسانی شفاف، نقض آشکار حقوق انسانی و اقدامی غیرقانونی و مصداق شکنجه روحی خانواده و خود زندانی است.»